# Семко-Савойський Лука Назарович

Проект Хрестовоздвиженського костелу в Полтаві. Фасад. (Семко-Савойський, 1852). Костел був побудований у 1852—1859 роках із внесенням змін в початковий проект. Зруйнований у 1937 році.

Лука Назарович Семко-Савойський (1830 — 1 жовтня 1887) — український архітектор, працював у Полтаві та Бессарабії.

## Життєпис
Навчався у Полтавській гімназії, фахову освіту здобув в Петербурзькому будівельному училищі (1845–1851), яке закінчив з відзнакою і в чині губернського секретаря.
По закінченню навчання був направлений на службу до Полтави, спершу призначений архітекторським помічником Полтавської будівельної і шляхової комісії. У 1862 році став міським архітектором Полтави, а наступного року — архітектором для виконання робіт в комісії. Після реорганізації комісії у 1865 році обійняв посаду молодшого архітектора в будівельному відділенні Полтавського губернського правління.
Згодом був переведений на посаду Бессарабського обласного інженера, на які був затверджений 1878 року. У 1884 році пішов у відставку.

## Проекти
Працював в стилі неоренесансу, необароко і неоросійського напрямку. В Полтаві збудував чимало житлових будинків і громадських споруд, серед яких торговельні ряди.
У Бессарабії спроектував кілька великих громадських споруд і церков.